# Cálceo

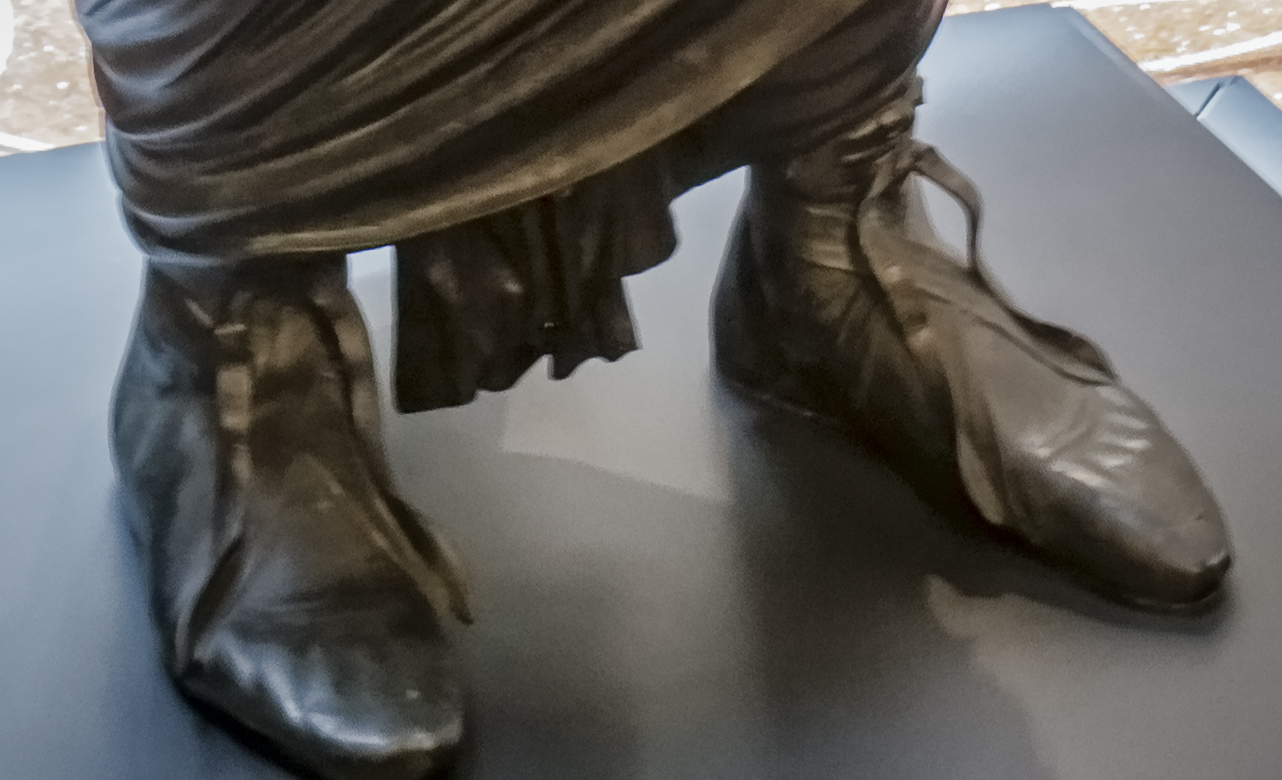
Una estatua que muestra unos cálceos (y dedos en martillo)

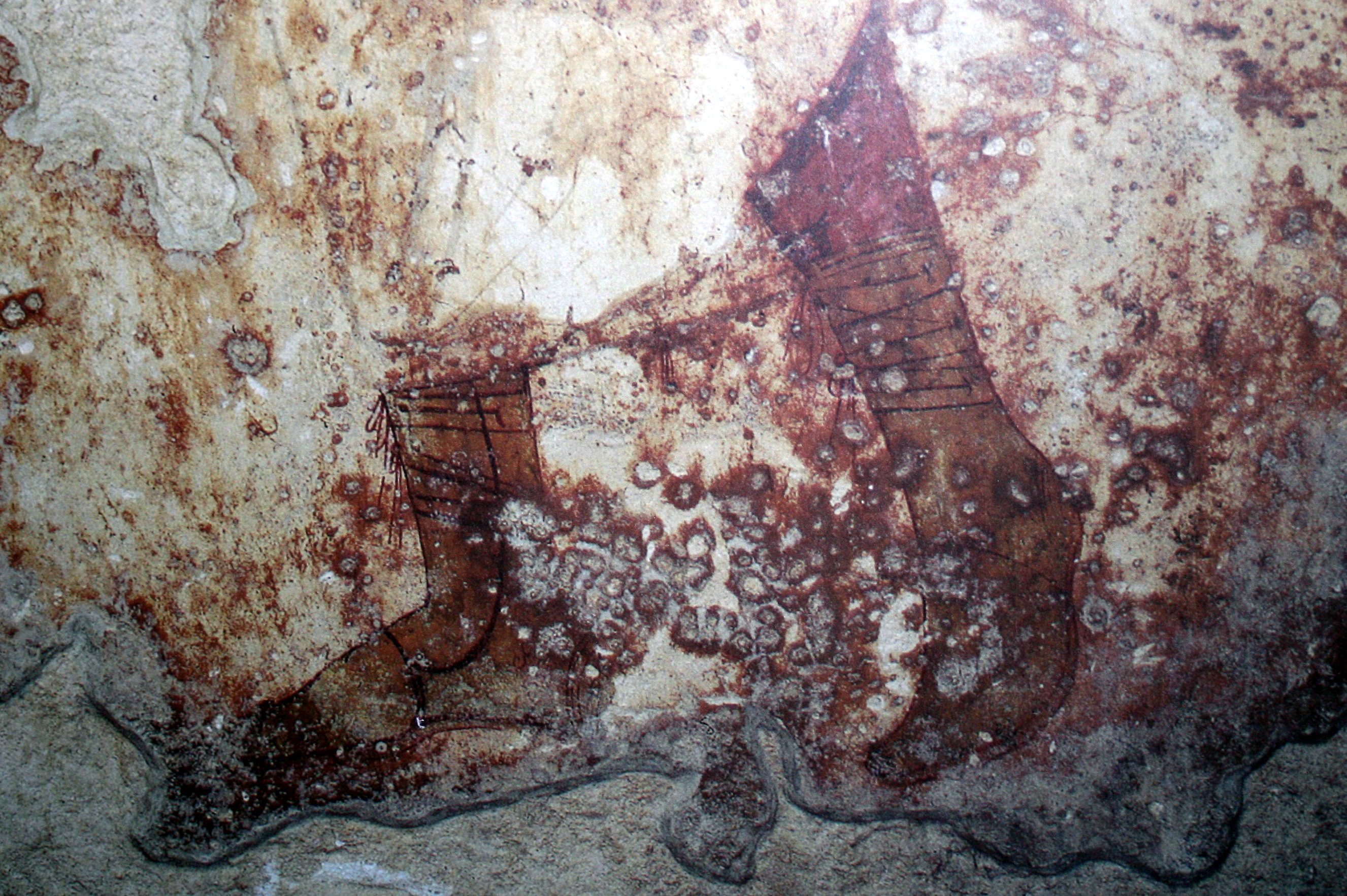
Un fresco romano de Paestum en el sur de Italia, que muestra cálceos

El cálceo (del latín calceus, pl. calcei : cf. latín calx "tobillo") era un "zapato-bota" de peso medio para caminar al aire libre que se usaba en la antigua Roma. Era de suela plana, generalmente claveteada y cubría por completo el pie y el tobillo, hasta la parte inferior de la espinilla. Se aseguraba con correas cruzadas o cordones.
Más ligeros que los caligae calados que eran preferidos por el ejército romano, los calcei se consideraban una parte distintiva de la "vestimenta nacional" pública y civil de Roma, que se centraba en la toga como una marca exclusiva de la ciudadanía romana masculina. Los calcei de la mayoría de los ciudadanos comunes probablemente eran de cuero curtido de color chocolate natural. La clase ecuestre tenía su propia forma distintiva de calceus, con hebillas en forma de media luna. Se esperaba que los ciudadanos masculinos de rango y cargo senatorial, incluidos ciertos sacerdocios, usaran una toga praetexta con borde rojo y cálceos rojo (s. mulleus calceus ) cuando participaban en sus deberes públicos.
La combinación de toga y calcei era impresionante, pero también caliente e incómoda; el poeta romano Marcial afirma que en sus ratos de ocio, y en el entorno más relajado de la vida rural, casi nadie lo utilizaba. Incluso en la ciudad, algunos ciudadanos de alto rango usaban sandalias ligeras de estilo griego, en lugar de calcei, para "ir con la multitud".